# Tiger Aspect Productions
Tiger Aspect Productions est une société de production britannique de télévision et de cinéma, particulièrement connue pour ses sitcoms. Cofondée par le producteur Peter Bennett-Jones, ses productions incluent notamment la série comique Mr. Bean et des fictions comme La Loi de Murphy, Robin des Bois, ou bien encore Journal intime d'une call girl.
Tiger Aspect a été achetée par IMG Media en 2006, puis revendue à Endemol UK en 2009.

## Films
- Bean, le film le plus catastrophe (coproduit avec Polygram Filmed Entertainment et Working Title Films)
- Billy Elliot (coproduit avec Universal Focus, Working Title Films, StudioCanal et BBC Films)
- Kevin and Perry Go Large
- The Martins
- Dog Eat Dog
- The League of Gentlemen's Apocalypse
- Les Vacances de Mr. Bean (coproduit avec Universal Pictures, StudioCanal, Working Title Films, Firstep Productions et Motion Picture Alpha Produktionsgesellschaft)
- The Boys Are Back
- Everybody Loves Whales

## Récompenses
BAFTA :
- 2000: Prix Alexander Korda à Greg Brenman, Jonathan Finn, Stephen Daldry du film de l'année ("Most Outstanding Film of the Year") - Billy Elliot
- 2000: Prix Huw Wheldon à Paul Sommers, Jan Younghusband, Howard Goodall pour: Howard Goodall's Big Bangs
- 2001: Prix du pilote pour DoubleTake
- 2005: Meilleur dramatique unitaire ("Single Drama") ("Single Drama") pour Omagh, Greg Brenman, Ed Guiney, Paul Greengrass, Pete Travis & Guy Hibbert
- 2006: Meilleure série documentaire ("Factual Series"), pour Ross Kemp au Cœur des Gangs: Clive Tulloh, Ross Kemp & Amelia Hann
- 2009: Meilleure dramatique unitaire ("Single Drama") pour White Girl